# Sistenup
Sistenup är en bergstopp i Antarktis. Den ligger i Östantarktis. Norge gör anspråk på området. Toppen på Sistenup är 2 270 meter över havet, eller 169 meter över den omgivande terrängen. Bredden vid basen är 1,4 km.
Terrängen runt Sistenup är huvudsakligen lite kuperad. Trakten är obefolkad. Det finns inga samhällen i närheten.